# Клетенка
Клетенка (укр. Клітенка) — село на Украине, находится в Хмельницком районе Винницкой области.
Код КОАТУУ — 0524883102. Население по переписи 2001 года составляет 352 человека. Почтовый индекс — 22026. Телефонный код — 4338.
Занимает площадь 1,2 км².

## Адрес местного совета
22026, Винницкая область, Хмельницкий р-н, с. Крапивна, ул. Ленина, 15